# Ambrus Gizella
Ambrus Gizella, Ambrus Noémi Gizella Szidónia (Budapest, 1888. május 17. – 1982. március 26.) szerkesztő, író, műfordító, pedagógus.

## Életpályája
Ambrus Zoltán író, esztéta és Tormássy Gizella újságíró, műfordító lánya. Születésekor az édesanyja meghalt.Hosszú évekig apai nagyanyja, Ambrus Józsefné (sz. Spett Vilma) nevelte Budapesten, Gyomán és Gödöllőn. Édesapja újra házasodott 1894-ben: Benkő Etelka (Blau Adél) operetténekesnőt vette el. (Felesége közben operaénekesnek képeztette magát, s 1902-től az Operaház szerződtette magánénekesnek.)
A kislány továbbra is a nagymamával élt, ő taníttatta. Majd hamarosan apja kívánságára Pestre járt tanítóképzőbe, ahol irodalom-történelem szakos tanárként végzett. Polgári iskolai tanárként 1916-1950 között dolgozott a Práter utcai iskolában. Itt ismerkedett meg későbbi férjével, Fallenbüchl Tivadarral, a Prohászka Ottokár utcai polgári leányiskola (ma Papnevelde u.) polgári iskolai igazgatóval, aki a magyar nőnevelés irányában tett sokat.
1923. augusztus 16-án Budapesten, a Józsefvárosban kötöttek házasságot. Nem sokkal később megszületett fiuk, Fallenbüchl Zoltán (a későbbi történész, archontológus, az OSZK térképtárosa, majd kézirattárosa).
Férjével együtt jelentős pedagógiai tevékenységet folytattak, a lányok háztartási ismeretekre való tanítása terén úttörő munkát végeznek.
Közben 1932-ben meghalt az édesapja. Már életében is nagyon sokat dolgozott Ambrus irodalmi munkásságának bibliográfiáján, majd halála után hagyatékának egyedüli gondozója lett. Életrajzi feljegyzései, irodalomtörténeti és kritikai írásai nagyban hozzájárultak a neves író műveinek megismeréséhez. Ezt a munkát később fiával, Fallenbüchl Zoltánnal folytatta.
Saját irodalmi tevékenységet is folytatott: még édesapjával közösen fordította le: Brillat-Savarin: Az ízlés fiziológiája című művét, mely Magyarországon először 1912-ben jelent meg.
Az első világháború előtti időkben novellákat írt, amelyekben a női egyenjogúságért, a kereső pályák megnyitásáért szállt síkra. A második világháború után írt egy nagy, négygenerációs családregényt is, az Egyetlen ház címmel (jelenleg kiadás alatt).
Gödöllőn az 1934-ben felújított házban rendezte be Ambrus Zoltán pesti lakásából származó könyvtárával és bútoraival azt a szobát, amit az írónak szántak. Sajnos a háborús időszak és az 1956-os események mind a gödöllői, mind a budapesti lakásban és gyűjteményben nagy károkat okoztak. Fia, Fallenbüchl Zoltán – folytatva édesanyja tevékenységét – 1985-re létrehozta az Ambrus Zoltán Emlékhelyet és a kertben felállíttatta nagyapja mellszobrát (Búza Barna, 1985).